# Regering-Peeters I
De regering-Peeters I (28 juni 2007 - 13 juli 2009) is een voormalige Vlaamse regering. Ze ontstond na het vertrek van minister-president Yves Leterme en minister Inge Vervotte uit de regering-Leterme naar het federale niveau. Minister Kris Peeters volgde Yves Leterme op als minister-president. Hilde Crevits en Steven Vanackere werden door CD&V voorgedragen als nieuwe ministers. De regering-Peeters I bleef aan de macht tot na de Vlaamse verkiezingen in 2009 en werd opgevolgd door de regering-Peeters II.
Door de kartelvorming bestond deze regering uit 5 verschillende partijen. Het kartel CD&V/N-VA leverde vier ministers. Drie van hen, waaronder minister-president Leterme, waren van CD&V-signatuur en één behoorde tot de N-VA. VLD-Vivant leverde drie VLD-ministers. Ook het sp.a-Spirit-kartel beschikte over drie ministers, waaronder twee sp.a'ers en één spiritist.

## Samenstelling
De regering-Peeters I bestond uit 10 ministers (9 ministers + 1 minister-president). Het kartel CD&V/N-VA had 4 ministers (CD&V 3 ministers, inclusief de minister-president, en N-VA 1 minister), Open Vld 3 en het kartel sp.a/spirit eveneens 3 (2 voor sp.a en 1 voor Spirit). Na de breuk van het kartel tussen CD&V en N-VA en het vertrek van N-VA uit de regering in september 2008 telde de regering nog 9 ministers: 3 voor CD&V, 3 voor Open Vld, 3 voor sp.a/Spirit (later 3 voor sp.a).
| Ambtsbekleder                                                                            | Ambtsbekleder                    | Ambtsbekleder              | Ministerie                                                          | Termijn                          | Partij   |
| ---------------------------------------------------------------------------------------- | -------------------------------- | -------------------------- | ------------------------------------------------------------------- | -------------------------------- | -------- |
|                                                                                          |                                  | Kris Peeters (1962)        | Minister-president                                                  | 28 juni 2007 – 13 juli 2009      | CD&V     |
| Minister Institutionele Hervormingen, Landbouw, Zeevisserij, Havens en Plattelandsbeleid | 28 juni 2007 – 13 juli 2009      | Kris Peeters (1962)        |                                                                     |                                  | CD&V     |
| Minister Bestuurszaken, Buitenlands Beleid, Media en Toerisme                            | 22 september 2008 - 13 juli 2009 | Kris Peeters (1962)        |                                                                     |                                  | CD&V     |
|                                                                                          |                                  | Fientje Moerman (1958)     | Viceminister-president                                              | 28 juni 2007 – 9 oktober 2007    | VLD      |
| Minister Economische Zaken, Innovatie en Buitenlandse Handel                             |                                  | Fientje Moerman (1958)     |                                                                     | 28 juni 2007 – 9 oktober 2007    | VLD      |
|                                                                                          |                                  | Dirk Van Mechelen (1957)   | Viceminister-president                                              | 10 oktober 2007 - 13 juli 2009   | Open VLD |
| Minister Financiën en Begroting en Ruimtelijke Ordening                                  | 28 juni 2007 – 13 juli 2009      | Dirk Van Mechelen (1957)   |                                                                     |                                  | Open VLD |
|                                                                                          |                                  | Frank Vandenbroucke (1955) | Viceminister-president                                              | 28 juni 2007 – 13 juli 2009      | sp.a     |
| Minister Werkgelegenheid, Onderwijs en Vorming                                           |                                  | Frank Vandenbroucke (1955) |                                                                     | 28 juni 2007 – 13 juli 2009      | sp.a     |
|                                                                                          |                                  | Bert Anciaux (1959)        | Minister Cultuur, Jeugd, Sport en Brussel                           | 28 juni 2007 – 12 januari 2009   | spirit   |
|                                                                                          | 12 januari 2009 - 13 juli 2009   | Bert Anciaux (1959)        | Minister Cultuur, Jeugd, Sport en Brussel                           | sp.a                             |          |
|                                                                                          |                                  | Geert Bourgeois (1951)     | Minister Bestuurszaken, Buitenlands Beleid, Media en Toerisme       | 28 juni 2007 – 22 september 2008 | N-VA     |
|                                                                                          |                                  | Marino Keulen (1963)       | Minister Binnenlandse Bestuur, Stedenbeleid en Wonen en Inburgering | 28 juni 2007 – 13 juli 2009      | VLD      |
|                                                                                          |                                  | Kathleen Van Brempt (1963) | Minister Mobiliteit, Sociale Economie en Gelijke Kansen             | 28 juni 2007 – 13 juli 2009      | sp.a     |
|                                                                                          |                                  | Steven Vanackere (1964)    | Minister Welzijn, Volksgezondheid en Gezin                          | 28 juni 2007 – 29 december 2008  | CD&V     |
|                                                                                          |                                  | Veerle Heeren (1965)       | Minister Welzijn, Volksgezondheid en Gezin                          | 2 januari 2009 – 13 juli 2009    | CD&V     |
|                                                                                          |                                  | Hilde Crevits (1967)       | Minister Milieu en Natuurbehoud, Openbare Werken en Energie         | 28 juni 2007 – 13 juli 2009      | CD&V     |
|                                                                                          |                                  | Patricia Ceysens (1965)    | Minister Economische Zaken, Innovatie en Buitenlandse Handel        | 10 oktober 2007 - 13 juli 2009   | VLD      |

### Herschikkingen
- 9 oktober 2007: Fientje Moerman nam ontslag als minister van Economie, Ondernemen, Wetenschap, Innovatie en Buitenlandse Handel, naar aanleiding van een negatief rapport over onregelmatigheden met studieopdrachten op haar kabinet. Een dag later werd zij opgevolgd door Patricia Ceysens. Dirk Van Mechelen werd viceminister-president.
- 22 september 2008: Geert Bourgeois nam ontslag als minister van Bestuurszaken, Buitenlands Beleid, Media en Toerisme[1], naar aanleiding van de breuk in het CD&V/N-VA kartel. De ministerpost van de N-VA werd niet vervangen en de regering telde vanaf dan 9 ministers. De bevoegdheden van Bourgeois werden overgenomen door minister-president Kris Peeters. De N-VA steunde niet langer de regering.
- 29 december 2008: Steven Vanackere stapte over naar de federale regering-Van Rompuy als vicepremier en minister van Ambtenarenzaken, Overheidsbedrijven en Institutionele Hervormingen. Hij werd vervangen door Veerle Heeren
- 12 januari 2009: Bert Anciaux stapte over naar de sp.a. Deze partij had sindsdien drie ministers.

Geens I · 
Geens II · 
Geens III · 
Geens IV · 
Van den Brande I · 
Van den Brande II · 
Van den Brande III · 
Van den Brande IV · 
Dewael · 
Somers · 
Leterme · 
Peeters I · 
Peeters II · 
Bourgeois · 
Homans · 
Jambon ·
Diependaele